# Crumenulopsis pinicola
Crumenulopsis pinicola är en svampart som först beskrevs av Johann Friedrich Rebentisch, och fick sitt nu gällande namn av J.W. Groves 1969. Crumenulopsis pinicola ingår i släktet Crumenulopsis och familjen Helotiaceae.  Arten är reproducerande i Sverige. Inga underarter finns listade i Catalogue of Life.